# Château d'Esmyards
Le château d'Esmyards est un château situé à Brandon dans la commune nouvelle de Navour-sur-Grosne, dans le département de Saône-et-Loire, en France.

## Présentation
Ce château date du XIXe siècle et fait l’objet d’une inscription au titre des monuments historiques en 2003 (le château, les façades et les toitures, le vestibule et le grand escalier, la salle à manger, le grand salon, le petit salon ; les façades et les toitures des communs, les façades et les toitures de l'orangerie; les façades et les toitures du pavillon d'entrée ; le pigeonnier).
Son propriétaire, à la fin du XXe siècle, était la comtesse d'Aubigny d'Esmyards.